# Mediobanca
Mediobanca is een Italiaanse investeringsbank met het hoofdkantoor in Milaan.

## Activiteiten
Mediobanca was lange tijd een zeer gespecialiseerde bank voor het bedrijfsleven. Het verstrekte leningen aan bedrijven, hielp bij aandelen- en obligatie-emissies en gaf advies bij overnames en fusies. Deze activiteiten zijn sinds 2003 uitgebreid en Mediobanca levert nu ook financiële diensten aan particulieren, waaronder vermogensbeheer.
De bank had ook een groot aantal aandelenbelangen in belangrijke Italiaanse bedrijven. In 2003 werd het beleid gewijzigd. De aandelenbelangen werden grotendeels verkocht, maar Mediobanca heeft nog altijd een aandelenbelang van 13% in de grootste Italiaanse verzekeraar Assicurazioni Generali.
De activiteiten zijn nu verdeeld over vier onderdelen:
- Wealth Management, vermogensbeheer voor klanten
- Corporate & Investment Banking, het traditionele werkterrein van de bank voor grote zakelijke relaties;
- Consumer Banking, bankdiensten voor particulieren en
- Insurance & Principal Investing, het beheer van de eigen aandelenportefeuille waaronder belangen in andere bedrijven.

In het gebroken boekjaar tot 30 juni 2024, was het omzetaandeel van de netto rente-inkomsten iets meer dan de helft. Een kwart van de omzet kwam uit vergoedingen voor allerlei financiële diensten en een zevende was afkomstig uit de beleggingen, met name het minderheidsbelang in Assicurazioni Generali. De dienstverlening aan particulieren is hoofdzakelijk een binnenlandse activiteit. Voor de bedrijven zijn de activiteiten min of meer gelijk verdeeld tussen Italië en internationale markten.
Mediobanca had per juni 2024 een balanstotaal van 99 miljard euro. De bank is beursgenoteerd aan de Borsa Italiana en maakt onderdeel uit van de aandelenindex FTSE MIB.

## Geschiedenis
Mediobanca werd in 1946 opgericht ter ondersteuning met de financiering van de wederopbouw van de Italiaanse industrie na de Tweede Wereldoorlog. Raffaele Mattioli, de voorzitter van Banca Commerciale Italiana, en Enrico Cuccia waren de belangrijkste krachten achter de oprichting van de bank. Drie Italiaanse banken, Banca Commerciale Italiana, Credito Italiano en Banco di Roma, waren de eerste aandeelhouders. Alle drie maakten onderdeel van het staatsbedrijf Istituto per la Ricostruzione Industriale (IRI) en Mediobanca was daarmee in principe ook een staatsbank. Enrico Cuccia werd de eerste bestuursvoorzitter en bleef 42 jaar officieel op deze post.
In 1956 kreeg de bank een notering op de effectenbeurs. De drie banken bleven grootaandeelhouder en hier kwam pas in 1988 verandering in toen zij hun gezamenlijk belang reduceerden tot 25%. Een tweede blok van 25% werd gereserveerd voor andere groot aandeelhouders. Er kwam wel een aandeelhouderspact waarmee de drie banken en de groot aandeelhouders afspraken maakten over het beleid van de bank. In de jaren negentig speelde de bank een belangrijke rol in een groot privatiseringsproces en hielp mee bedrijven als Telecom Italia, Enel, Banca di Roma en Banca Nazionale del Lavoro deels te privatiseren. In 2000 overleed Cuccia op 92-jarige leeftijd, hij was sinds 1988 officieel geen bestuurder meer, maar had achter de schermen een belangrijke stem in het beleid van de bank. Zijn bijnamen waren Il Maestro delle Marionette of hij die aan de touwtjes trekt, maar ook Il Diavolo, de duivel.
In 2003 deelden Alberto Nagel en Renato Pagliaro de bestuursvoorzitterfunctie van de bank. Zij introduceerden een nieuw beleidsplan waarbij de bank afscheid neemt van veel aandelenbelangen en diensten voor particulieren gaat opzetten waaronder vermogensbeheer. Er kwamen internationale kantoren in Parijs, Moskou, Luxemburg, Frankfurt, Madrid, New York en Londen. In 2015 nam Mediobanca de Britse vermogensbeheerder Cairn Capital over van Royal Bank of Scotland. Het was de eerste buitenlandse overname van de bank sinds de oprichting in 1946. Mediobanca kocht 51% van de aandelen met een optie voor drie jaar om de rest ook te kopen. In 2016 volgde de overname van het retailkantorennetwerk van Barclays in Italië. Op 26 augustus 2016 nam Mediobanca’s dochteronderneming CheBanca! de vestigingen van Barclays daadwerkelijk over. Zo’n 600 medewerkers van Barclays gingen over naar de nieuwe eigenaar.
In april 2019 nam Mediobanca een meerderheidsbelang van 66% in het Franse Messier & Associés.< Deze laatste is een grote bank voor bedrijven in Frankrijk en daarbuiten. Met deze acquisitie is Frankrijk de derde markt geworden, na Italië en Spanje, voor Mediobanca.
In april 2025 deed Mediobanca, die begin dit jaar een overnamebod van zijn kleinere concurrent Monte dei Paschi di Siena afgewezen heeft, een bod op Banca Generali. Dit is de bankdivisie van de Italiaanse verzekeraar Assicurazioni Generali. De bank verwacht dat de fusie zal resulteren in synergievoordelen van ongeveer 300 miljoen euro. Het bod heeft een waarde van 6,3 miljard euro waarbij Mediobanca 1,7 Generali-aandeel biedt voor één aandeel Banca Generali. Mediobanca verwacht de transactie nog dit jaar af te ronden. Na de fusie verschuift het zwaartepunt van de activiteiten van Mediobanca naar het vermogensbeheer met 210 miljard euro onder beheer.
AB Inbev ·
ADP ·
Adyen ·
Ahold Delhaize ·
AIB ·
Air Liquide ·
Airbus ·
Aker BP ·
AkzoNobel ·
Alstom ·
ArcelorMittal ·
Argenx ·
ASMI ·
ASML ·
AXA ·
Bank of Ireland ·
BioMérieux ·
BNP Paribas ·
Bouygues ·
Bureau Veritas ·
Campari ·
Capgemini ·
Carrefour ·
Crédit Agricole ·
D'Ieteren ·
Danone ·
Dassault Systèmes ·
DNB ·
DSM-Firmenich ·
Edenred ·
EDP ·
Eiffage ·
Enel ·
ENGIE ·
Eni ·
Equinor ·
EssilorLuxottica ·
Eurofins Scientific ·
Ferrari ·
Galp Energia ·
GBL ·
Generali ·
Heineken ·
ING ·
Intesa Sanpaolo ·
INWIT ·
Ipsen ·
J. Martins ·
KBC ·
Kering ·
Kerry ·
Kingspan ·
KPN ·
Legrand ·
Mediobanca ·
Michelin ·
Moncler ·
Mowi ·
NN Group ·
Norsk Hydro ·
Orange ·
Pernod Ricard ·
Philips ·
Pluxee ·
Poste Italiane ·
Prosus ·
Prysmian ·
Publicis ·
Randstad ·
Recordati ·
Renault ·
Ryanair ·
Safran ·
Saint-Gobain ·
Sanofi ·
Schneider Electric ·
Shell ·
Smurfit Kappa ·
Snam ·
Société Générale ·
Sodexo ·
Solvay ·
Stellantis ·
STMicroelectronics ·
Syensqo ·
Telenor ·
Teleperformance ·
Tenaris ·
Terna ·
Thales ·
TotalEnergies ·
UCB ·
UMG ·
UniCredit ·
Veolia Environnement ·
VINCI ·
Vivendi ·
Wolters Kluwer ·
Worldline ·
Yara